# Nataliya Trotsenko
Nataliya Trotsenko –en ucraniano, Наталія Троценко– (7 de noviembre de 1984) es una deportista ucraniana que compitió en halterofilia. Ganó cinco medallas en el Campeonato Europeo de Halterofilia entre los años 2005 y 2009.

## Palmarés internacional
| Campeonato Europeo | Campeonato Europeo          | Campeonato Europeo | Campeonato Europeo |
| Año                | Lugar                       | Medalla            | Categoría          |
| ------------------ | --------------------------- | ------------------ | ------------------ |
| 2005               | Sofía (Bulgaria)            | Medalla de bronce  | 53 kg              |
| 2006               | Władysławowo (Polonia)      | Medalla de plata   | 53 kg              |
| 2007               | Estrasburgo (Francia)       | Medalla de plata   | 53 kg              |
| 2008               | Lignano Sabbiadoro (Italia) | Medalla de oro     | 53 kg              |
| 2009               | Bucarest (Rumania)          | Medalla de oro     | 53 kg              |